# Dederstedt
Dederstedt ist ein Ortsteil der Einheitsgemeinde Seegebiet Mansfelder Land im Landkreis Mansfeld-Südharz in Sachsen-Anhalt.

## Geografie

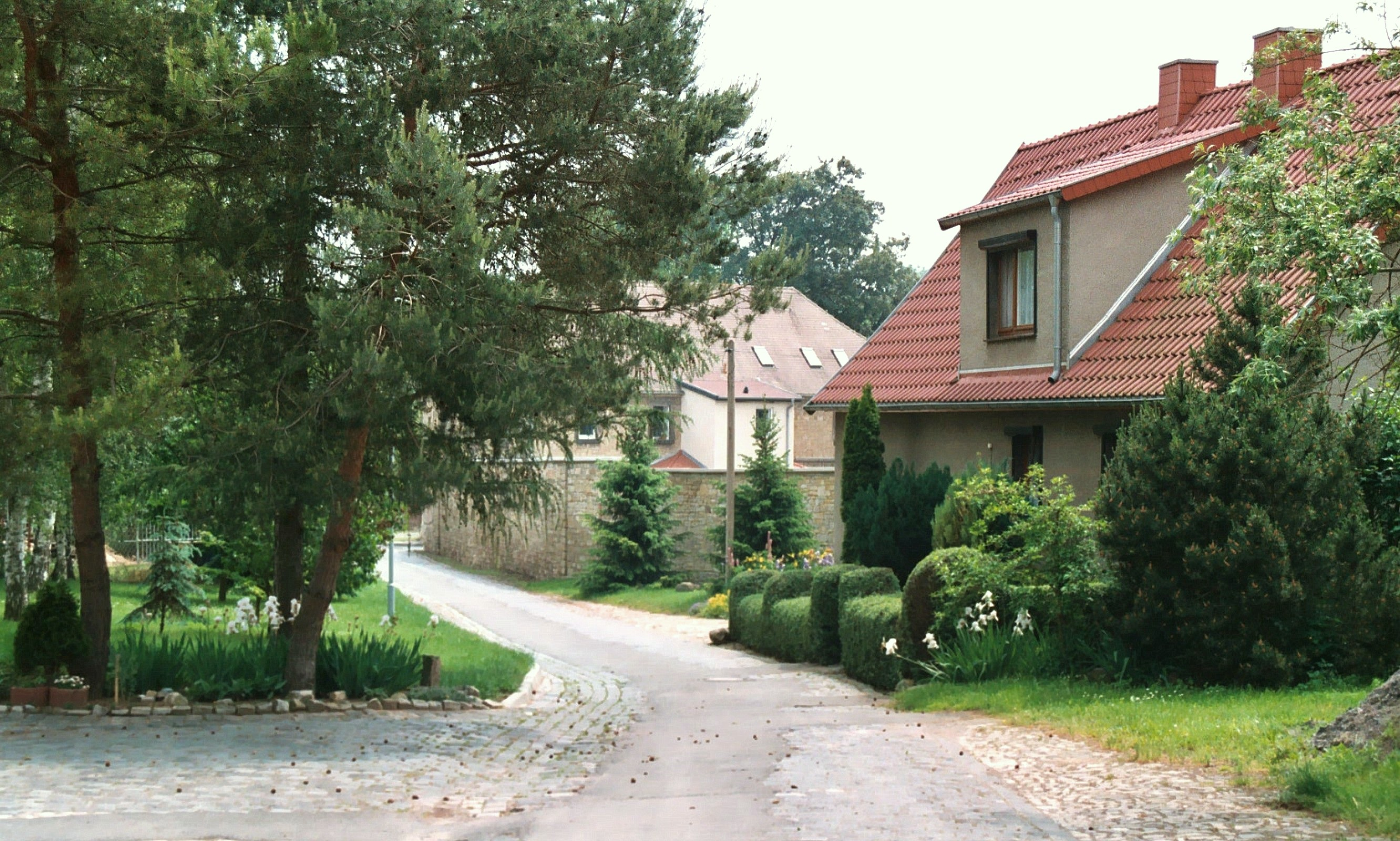
Der Birkenweg

Dederstedt liegt etwa 10 km östlich der Lutherstadt Eisleben und
rund 6 km nördlich des Süßen Sees.
Die Ortschaft Dederstedt befindet sich im Naturpark "Unteres Saaletal".
Durch den Ort fließt die Laweke.

## Geschichte
1127 wurde der Ort erstmals urkundlich als Diderstidi erwähnt. Weitere Erwähnungen fand der Ort 1212 als Dederstede, 1230 Dhederstedten, 1272 Diderstedten und 1395 als Dederstedten.
Der Ort gehörte im Mittelalter zum nördlichen Hosgau bzw. in kirchlicher Hinsicht zum Halberstädtischen Archidiakonatsbezirk Eisleben.
Dederstedt gehört zu den Altsiedlungen im oberen Lawekegrund und war zeitweilig auch Sitz eines niederen Adelsgeschlechts gleichen Namens mit dem Zunamen Stör.
Der Ort wurde am 1. September 2010 in die Gemeinde Seegebiet Mansfelder Land eingemeindet.

## Politik

### Bürgermeister
Die ehrenamtliche parteilose Bürgermeisterin Sandra Sowoidnich wurde zum ersten Mal am 2. März 2008 gewählt.
Seit 2019 ist Christian Ritter amtierender, ehrenamtlicher Bürgermeister.

### Wappen
Das Wappen wurde am 27. Oktober 2009 durch den Landkreis genehmigt.
Blasonierung: „In Blau auf einem wie ein Giebel mit abgesetztem Ortgang und Ziegelschuppung versehenen roten Winkelschildfuß ein in einem goldenen Nest sitzender linksgewendeter silberner Storch mit schwarzen Flügeldecken und rotem Schnabel.“
Die Farben der Ortschaft sind Weiß-Blau.

### Flagge
Die Flagge ist Weiß – Blau (1:1) gestreift (Querform: Streifen waagerecht verlaufend, Längsform: Streifen senkrecht verlaufend) und mittig mit dem Gemeindewappen belegt.

## Kultur und Sehenswürdigkeiten

### Bauwerke
Die im Kern spätromanische Kirche St. Susanna ist seit 1230 bezeugt.
Von 1910 bis 1927 war Dr. med.hc. Otto Kleinschmidt Pfarrer der Gemeinde.

## Wirtschaft und Infrastruktur

### Verkehr
- Zur Bundesstraße 80 die Eisleben und Halle (Saale) verbindet, beträgt die Entfernung ca. 7 km.

## Persönlichkeiten
- Christian Gottfried Schütz (1747–1832), Humanist, wurde in Dederstedt geboren